# Rorys Aragón
Rorys Andrés Aragón Espinoza (Esmeraldas, Ecuador, 28 de junio de 1982) es un exfutbolista ecuatoriano. Su último juego fue como Arquero en Sociedad Deportivo Quito de la Segunda Categoría de Ecuador.

## Carrera

### Emelec
Rorys a los 16 años ingresa en el Club Piratas, de su natal Esmeraldas y un año después pasaría a las divisiones inferiores del Emelec de Ecuador, con un buen desempeño a lo largo de los años en la Sub-18 y posteriormente en la Sub-20 le permite participar en varias ocasiones con el equipo de mayores, hasta que en el año 2003 hace su debut como jugador del combinado de mayores. Llegando a un punto muy alto de su rendimiento, atajando un total de 27 ocasiones, no así al siguiente año en donde solo atajaría en 15 oportunidades en todo el campeonato.

### El Nacional
Posteriormente en el año 2005 es cedido al El Nacional de Quito en donde quedó relegado a la banca, actuando un total de 3 veces en todo el año.

### Milán
Al término de la temporada 2005 del Campeonato Ecuatoriano de Fútbol Rorys debería regresar al Emelec pero al no encontrar espacio decidió buscar nuevos rumbos, y fue como gracias a su hermana, Amanda, encontró una oportunidad. Ella le solicitó un disco con imágenes de sus actuaciones para distribuir en varios equipos. Con este material, su hermana, durante dos años golpeó puertas e insistió a nombre de su hermano.
El 29 de noviembre de 2005, Rorys recibió una llamada en la cual la modelo le informaba sobre las cartas de invitación del Inter de Milán para una prueba en el mes de enero, ante Luciano Castelli, el preparador de arqueros del Inter, logrando un precontrato que se ratificaría en el mercado de pases de abril de 2006, mientras estaría a préstamo en un otro club.

### Standard Lieja
En agosto de 2006, después de un periodo de prueba de cerca de dos semanas y por consejo del equipo técnico, la dirección del Standard Lieja de Bélgica decidió ofrecerle a Aragón Espinoza un contrato de un año con la opción de quedarse una temporada más.
En la temporada 2007-2008 bajo el mando de Michel Preud'homme Rorys Aragón logró con su equipo el noveno título de campeón en la Primera División de Bélgica a tres fechas de terminar el campeonato, rompiendo una mala racha de 25 años sin conseguir un título. El arquero ecuatoriano terminó considerado como una de las principales figuras.
En la siguiente temporada, 2008-2009, Rorys continua con un gran desempeño, lo que conlleva una serie de rumores sobre clubes europeos que desean sus servicios entre ellos el Benéfica. Aragón decide no renovar su contrato, hecho que molesto a su entrenador László Bölöni, por lo que lo dejó en la banca aproximadamente dos meses antes de terminar el campeonato. En el cual Standard Lieja alcanza su décimo y primer bicampeonato. Sin embargo, en la primera parte del campeonato belga, Aragón fue una de las principales figuras del equipo.

### Diyarbakirspor
Para la siguiente temporada, el arquero ecuatoriano Rorys Aragón Espinoza, al quedar libre su pase, firmó un contrato por dos años con el Diyarbakirspor, un conjunto turco recién ascendido a la Superliga de Turquía. Después de un buen desempeño a finales del 2009, Rorys decide desvincularse del equipo turco, aludiendo temas extra futbolísticos.

### El Nacional
En 2010 vuelve a Ecuador, fichando por El Nacional por pedido del técnico colombiano Jorge Luis Pinto.

### Barcelona S.C.
Año seguido lo contrata el Barcelona Sporting Club

### Mushuc Runa S.C.
A mediados de 2012 es contratado por el Mushuc Runa de la Serie B de Ecuador.

### Deportivo Azogues
Realizó una excelente campaña, por lo que es catalogado como uno de los mejores porteros del año.

### Sociedad Deportivo Quito
Durante la temporada 2014, fue contratado por el Deportivo Quito, al pasar al tiempo se ganó un puesto luchando la titularidad con Rolando Ramírez.

## Selección nacional
Ha disputado dos partidos defendiendo a la Selección de Ecuador; frente a Estados Unidos y México, los dos fueron partidos amistosos.

## Clubes
| Club              | País    | Año       |
| ----------------- | ------- | --------- |
| Piratas           | Ecuador | 1998-1999 |
| Emelec            | Ecuador | 2003-2004 |
| El Nacional       | Ecuador | 2004-2006 |
| Inter de Milán    | Italia  | 2006      |
| Standard Lieja    | Bélgica | 2006-2009 |
| Diyarbakırspor    | Turquía | 2009      |
| El Nacional       | Ecuador | 2010      |
| Barcelona         | Ecuador | 2011      |
| Mushuc Runa       | Ecuador | 2012      |
| Deportivo Azogues | Ecuador | 2013      |
| Deportivo Quito   | Ecuador | 2014      |

## Palmarés
| Título                      | Club           | País    | Año       |
| --------------------------- | -------------- | ------- | --------- |
| Serie A                     | CD El Nacional | Ecuador | 2005      |
| Primera División de Bélgica | Standard Lieja | Bélgica | 2007-2008 |
| Supercopa de Bélgica        | Standard Lieja | Bélgica | 2008      |
| Primera División de Bélgica | Standard Lieja | Bélgica | 2008-2009 |